# Nguyễn Văn Sỹ (Quảng Nam)
Nguyễn Văn Sỹ là một chính khách người Việt Nam. Ông sinh ngày 28 tháng 02 năm 1954. Quê quán: Điện Quang, Điện Bàn, Quảng Nam. Ông từng là Phó bí thư tỉnh ủy, Chủ tịch Hội đồng nhân dân tỉnh Quảng Nam. Trưởng đoàn Đại biểu Quốc hội Quảng Nam khóa XII

## Sự nghiệp
Ngày 9 tháng 6 năm 2011, HĐND tỉnh Quảng Nam khóa VIII nhiệm kỳ 2011-2016 đã họp phiên đầu tiên, bầu ông Nguyễn Văn Sỹ làm Chủ tịch HĐND tỉnh.
Sáng ngày 11 tháng 7 năm 2014, tại kì họp thứ 11 Hội đồng nhân dân tỉnh Quảng Nam khóa VIII, đã bầu ông Nguyễn Ngọc Quang, Phó Chủ tịch Ủy ban nhân dân, giữ chức Chủ tịch Hội đồng nhân dân nhiệm kỳ 2011-2016 thay ông Nguyễn Văn Sỹ nghỉ hưu theo chế độ.